# Tratado de Tientsin
O Tratado de Tianjin, também conhecido como Tratado de Tientsin, é um nome coletivo para vários tratados desiguais assinados em Tianjin (então romanizado como Tientsin) em junho de 1858. A China, o Império Russo, o Segundo Império Francês, o Reino Unido e os Estados Unidos foram as partes envolvidas. Estes tratados, considerados pelos chineses entre os tratados desiguais, abriram mais portos chineses ao comércio estrangeiro, permitiram legações estrangeiras na capital chinesa Pequim, autorizaram atividades de missionários cristãos e efetivamente legalizaram a importação de ópio. Eles encerraram a primeira fase da Segunda Guerra do Ópio, que havia começado em 1856, e foram ratificados pelo Imperador da China na Convenção de Pequim em 1860, após o fim da guerra.

## Datas
O Imperador Xianfeng autorizou negociações para o tratado em 29 de maio de 1858. Seus principais representantes foram o Manchu  zh e o Mongol  zh. O tratado russo foi negociado por Yevfimiy Putyatin e finalizado em 13 de junho; o tratado americano foi negociado por William Bradford Reed e finalizado em 18 de junho; o tratado britânico foi negociado por James Bruce, 8º Conde de Elgin e finalizado em 26 de junho; e o tratado francês foi negociado por Jean-Baptiste-Louis Gros e finalizado em 27 de junho.

## Envolvimento americano
Seguindo o padrão estabelecido pelas grandes potências da Europa, os Estados Unidos adotaram uma postura protecionista, fortaleceram sua marinha e tentaram criar um império mercantil. Os Estados Unidos foram uma das principais "potências de tratado" na China, forçando a abertura de um total de 23 concessões estrangeiras do governo chinês. Embora seja frequentemente observado que os Estados Unidos não controlavam nenhum assentamento na China, eles compartilhavam concessões de terras britânicas e foram convidados a tomar terras em Xangai, mas recusaram porque a terra foi considerada desvantajosa.

## Termos

### Pontos principais
1. A Rússia, que anteriormente estava limitada a comercializar em postos de fronteira designados, recebeu o direito de comerciar com os portos de tratado por mar.[7] Cláusulas de nação mais favorecida em cada tratado[8][9][10][11] garantiram ainda que todas as concessões fossem compartilhadas pelas quatro potências.
2. Guangzhou[a] e os quatro portos de tratado abertos ao comércio estrangeiro e residência pelo Tratado de Nanquim foram unidos por Tainan,[b][7] Haikou,[c][7] Shantou,[d][12] Haicheng,[e][13] Penglai,[f][13] Tamsui,[g][14] e (nominalmente) Nanquim.[h][14] Como os portos de Haicheng e Penglai foram considerados inadequados para navios europeus, seu status foi posteriormente estendido para as cidades próximas de Yantai e Yingkou, efetivamente abrindo mais dois portos.
3. A China foi proibida de considerar o Cristianismo Ortodoxo Russo,[15] o Protestantismo,[16] e o Catolicismo Romano,[16] praticados por estrangeiros ou chineses convertidos,[16] como uma superstição prejudicial. Todas as leis, regulamentos e práticas que limitassem sua observância tornaram-se nulas e sem efeito em todo o país.[17]
4. A extraterritorialidade dos cidadãos americanos[18] e dos súditos russos,[19] britânicos[20] e franceses[21] foi reafirmada. Eles também receberam o direito de viajar por todo o Império Qing para prazer ou negócios, desde que possuíssem um passaporte válido,[22][23] mas o Império Qing conseguiu impedir que eles residissem legalmente no interior com extraterritorialidade.[24]
5. O Império Qing permitiu que navios estrangeiros navegassem no Rio Yangtzé[25] mas estabeleceu que nenhum comércio legal seria permitido em áreas controladas pela Rebelião Taiping até sua reconquista.[22][14] O comércio estrangeiro seria limitado a Zhenjiang,[i] que deveria ser aberta dentro de um ano, e mais três portos a serem abertos após a supressão dos Taipings. Esta cláusula foi posteriormente usada para estabelecer portos de tratado em Wuhan[j] e Jiujiang.[k]
6. As quatro nações ganharam o direito de estabelecer legações diplomáticas permanentes em Pequim,[l][26] que anteriormente era uma cidade fechada. A missão eclesiástica dos russos em Pequim também foi isenta de suas restrições anteriores.[29]
7. A China foi proibida de usar o caractere 夷 (entendido como "bárbaro")[30] em documentos oficiais para se referir a funcionários, súditos ou cidadãos das quatro nações.[30]
8. A China foi proibida de estabelecer ou permitir quaisquer outros monopólios ou cartéis sobre seu comércio doméstico.[31]
9. Adendos aos tratados estabeleceram os direitos e tarifas da China em termos vantajosos para os vencedores e comprometeram o Império Qing a pagar uma indenização de 6 milhões de taéis de prata: 2 milhões para a França, 2 milhões para a Grã-Bretanha por despesas militares e 2 milhões como compensação para os comerciantes britânicos.

### Definições
Os Tratados de Tianjin usam várias palavras que têm significados um tanto ambíguos. Por exemplo, as palavras "assentamento" e "concessão" podem frequentemente ser confundidas. O termo "assentamento" refere-se a uma parcela de terra, arrendada a uma potência estrangeira, composta tanto por povos estrangeiros quanto nacionais, e governada por estrangeiros eleitos localmente. O termo "concessão" refere-se a um arrendamento de longo prazo de terra a uma potência estrangeira, sob o qual a nação estrangeira tem controle completo da terra, que é governada por representantes consulares.

### Citações
1. ↑  Wang, Dong. China's Unequal Treaties: Narrating National History. Lexington Books, 2005, p. 16.
2. ↑  Russian treaty (1858), Art. 12.
3. ↑  American treaty (1858), Art. XXX.
4. ↑  British treaty (1858), Art. LVI.
5. ↑  French treaty (1858), Art. 42.
6. ↑  Johnstone (1937), p. 945.
7. 1 2 3 4 5 6  (Russian treaty 1858, Art. 3).
8. 1 2  (Russian treaty 1858, Art. 4 & 12).
9. 1 2  (American treaty 1858, Art. XV & XXX).
10. 1 2  (British treaty 1858, Art. XXIV & LIV).
11. ↑  (French treaty 1858, Art. 2, 9, & 40).
12. 1 2 3 4 5  (American treaty 1858, Art. XIV).
13. 1 2 3 4 5 6 7 8 9  (British treaty 1858, Art. XI).
14. 1 2 3 4 5 6 7 8 9 10 11  (French treaty 1858, Art. 6).
15. ↑  Russian treaty (1858), Art. 8.
16. 1 2 3  (American treaty 1858, Art. XXIX).
17. ↑  French treaty (1858), Art. 13.
18. ↑  American treaty (1858), Art. XI.
19. ↑  Russian treaty (1858), Art. 7.
20. ↑  British treaty (1858), Art. XV & XVI.
21. ↑  French treaty (1858), Art. 38 & 39.
22. 1 2  (British treaty 1858, Art. IX).
23. ↑  French treaty (1858), Art. 7.
24. ↑  Cassel (2012), p. 62.
25. 1 2  (British treaty 1858, Art. X).
26. 1 2  (British treaty 1858, Art. III).
27. ↑  American treaty (1858), Art. II.
28. ↑  French treaty (1858), Art. 2.
29. ↑  Russian treaty (1858), Art. 10.
30. 1 2  (British treaty 1858, Art. LI).
31. ↑  French treaty (1858), Art. 14.
32. ↑  Johnstone (1937), p. 942.